# الذواودة

الذواودة أو الذوادي هي قبيلة عربية مستقرة في الدول العربية في الخليج العربي خاصة البحرين وقطر والمملكة العربية السعودية. الذواودة قبيلة فرعية من قبيلة بني خالد.
في البحرين يستقر أفراد قبيلة الذواودة في مدينتي الحد والمحرق. شارك العديد من أفراد القبيلة في صناعة صيد اللؤلؤ المربحة.
الذواودة من بين تلك القبائل التي انتقلت إلى البحرين من الزبارة في أعقاب فتح العتوب البحرين في عام 1783.
من بين أعضاء القبيلة المشهورين الناشط السياسي اليساري أحمد الذوادي ومؤسس بنك الإسكان عيسى بن سلطان الذوادي والرئيس التنفيذي لشركة قطر كأس العالم 2022 حسن بن عبد الله الذوادي.